# Артлайн инжиниринг

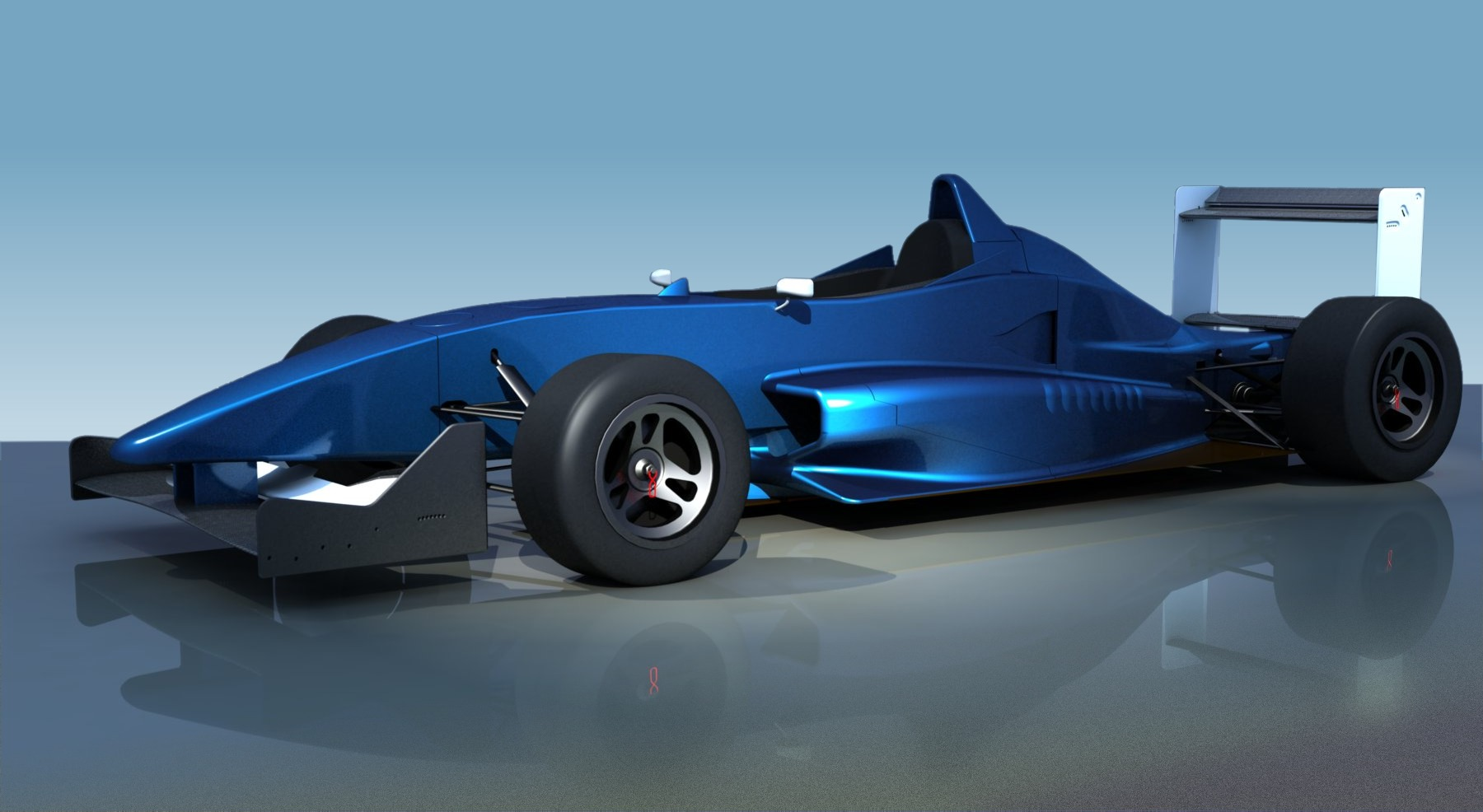
3D-модель автомобиля ArtTech F24

АртЛайн Инжиниринг (англ. ArtLine Engineering) — гоночная команда и конструкторское бюро, имеющее технические базы в России и Германии и выпускающее гоночные автомобили класса Формула-3 под маркой ArtTech.
Команда создана в 1998 году авто-спортивным инженером, выпускником МАДИ Шотой Абхазава. Главным конструктором со дня основания является Сергей Пискунов, коллега Абхазава по работе в ЛСА (лаборатории спортивных автомобилей) МАДИ.
АртЛайн Инжиниринг — первое и единственное на сегодня конструкторское бюро на территории  СССР и стран Восточной Европы, выпускающее шасси для международного класса Формула-3.

## История

### 1998—2008
Для своего дебютного сезона команда приобрела новейшее на тот момент шасси итальянского производителя Dallara F399. Пилотировать болид был приглашён итальянец Фабио Бабини, уже имевший опыт выступлений в России за рулём автомобиля «Астрада» — опытного экземпляра Формулы-3 с несущей системой из трубчатой рамы. Вторым пилотом команды стал спортсмен из Петербурга Александр Антонов, до этого два сезона выступавший в классе Формула-3 на автомобиле марки JAK-26 за команду «Rothmans АСПАС». Уже на 4 этапе Чемпионата России Бабини принёс команде первый поул и первое золото, прервав победную серию своего соотечественника Альберто Педемонте («Лукойл Рейсинг»).
В сезоне 2000 года на место Бабини был приглашён Маурицио Медиани, а команда сменила название на «АртЛайн Инжиниринг». Соперничество Медиани и Педемонте стало главной интригой российского первенства на несколько лет. Медиани принёс команде 5 поулов, 4 победы, и трижды финишировал вторым, завоевав титул вице-чемпиона России. Антонов, выступавший на более старой модели Dallara F393, провёл сезон неудачно. Команда по итогам сезона получила «бронзу».
Год спустя Медиани уже на 3 этапе возглавил личный зачёт чемпионата России и удераживал лидерство до конца сезона, обеспечив команде первый чемпионский титул в зачёте пилотов. Состав был усилен вторым итальянцем — 23-летним Энрико Токачелло, а технический парк — ещё одной 99-й «Далларой». Результат — победа во всех восьми квалификациях и в шести гонках сезона, второе (после «Лукойла») место в зачёте команд.
В 2002-м команда сосредоточилась на конструировании собственного шасси, получившего имя ArtTech. Российская Формула-3, не сумев преодолеть стагнацию последних лет, перешла в состояние кризиса: чемпионат покинул один из крупных участников, «Клуб Рейсинг» под руководством Сергея Злобина, а число машин на старте сократилось до шести. «АртЛайн» принял участие в 4 из 6 этапов чемпионата, одержав 3 победы.

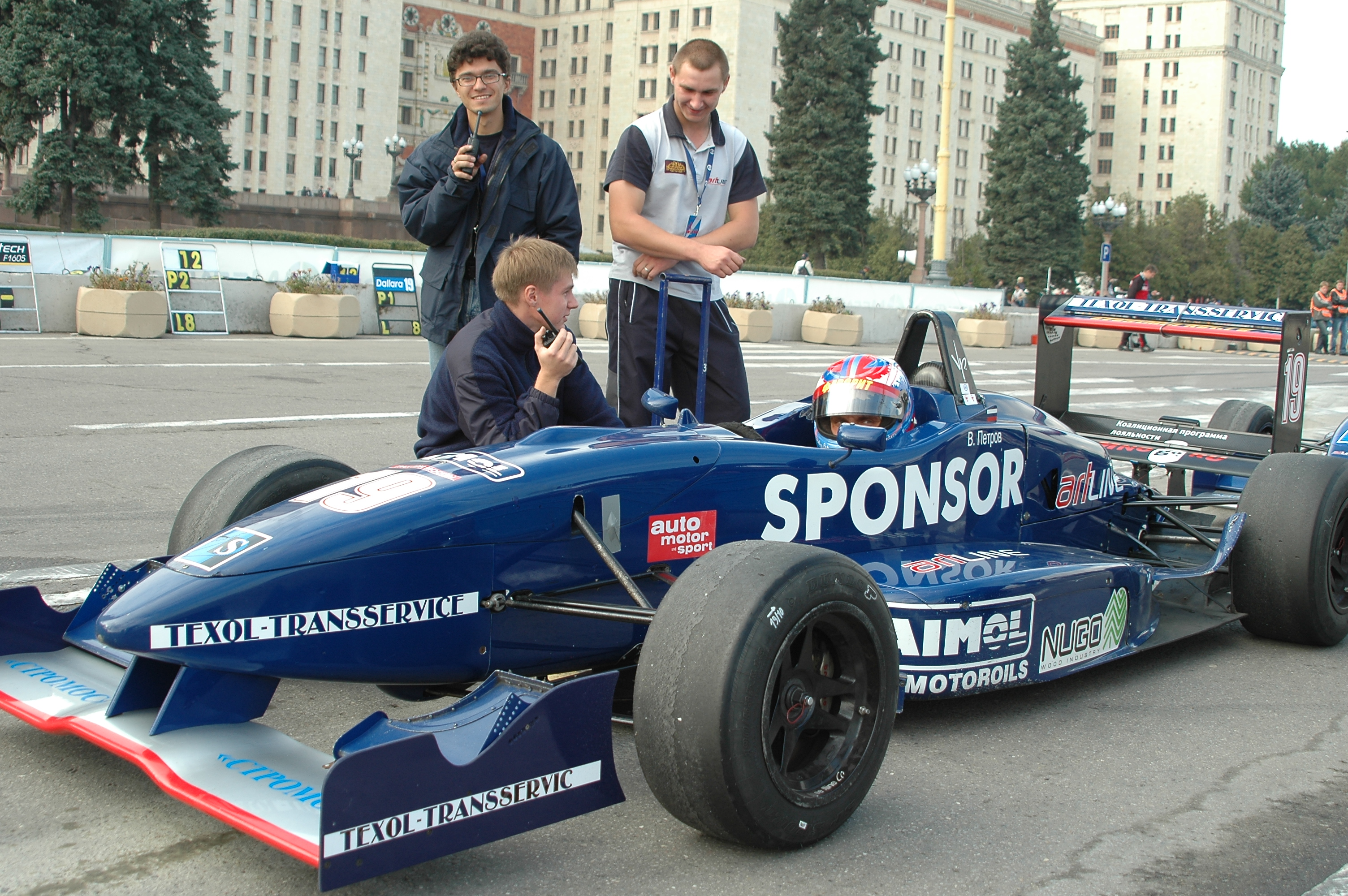
Виталий Петров готовится к старту на Воробьевых горах в Москве

С 2003-го «АртЛайн» переходит в быстрорастущий класс — национальную Формулу-1600. Шасси Dallara F393 адаптируются под российский двигатель ВАЗ, форсированный до 167 л. с., и во второй половине сезона «АртЛайн» выходит в лидеры чемпионата. Александр Тюрюмин и Николай Больших-мл. приносят команде 4 победы, 4 поула, 5 лучших кругов и переписывают рекорды всех российских автодромов. Впервые в истории российского «кольца» пилоты одной команды завоёвывают три «дубля» (1 и 2 места) подряд. Тюрюмин становится чемпионом России в личном зачёте, «АртЛайн» — в командном. В Кубке России команда побеждает с максимально возможным результатом — 74 очка.
В 2004-м начинаются испытания шасси собственного производства — ArtTech. Параллельно команда выставляет на старт 4 итальянских болида. 19-летние Олег Казаков (Dallara F399) и Виктор Антонов (Dallara F393) выступают под брендом самого АртЛайна, их старшие товарищи Виктор Шайтар и Дэвид Маркозов — за «ЮНИТ-АртЛайн». Результат оказался хуже возможного из-за внутрикомандной борьбы, сыгравшей на руку конкурентам из «Лукойл Рейсинг». Тем не менее, и в командном, и в личном зачёте «АртЛайн» завоевал «серебро».

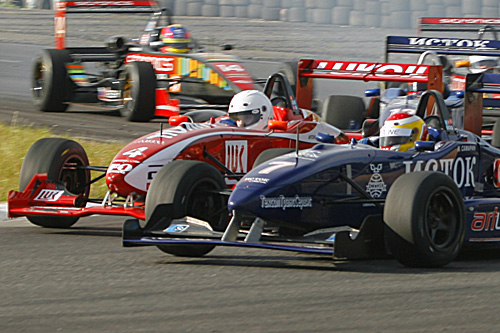
Два болида АртЛайна в борьбе за лидерство на автодроме АДМ

В следующем сезоне Шайтар переходит на шасси ArtTech F1605, вторым тест-пилотом новой разработки становится москвич Даниил Мове. В основном составе Казакова заменяет Виталий Петров, который и приносит победу в личном зачёте чемпионата России. Впервые со времён СССР один из этапов национального первенства проходит в Эстонии, на трассе Пярну-ринг. Команда завершает сезон на 2 месте.
В 2006-м «АртЛайн» получает двух титульных спонсоров — российский электронный концерн «Ситроникс» и группу компаний «Исток» — производителя алкогольной продукции. За «Ситроникс Рейсинг» выступают Виктор Шайтар и Михаил Козловский (оба — на шасси ArtTech), за «ИСТОК АртЛайн» — Иван Самарин и Артем Бархиян на Dallara F399, последнего затем сменяет А.Тюрюмин. Тест-пилотом «Ситроникс» выступает опытная картингистка Татьяна Чуваева, став первым из российских пилотов, появившихся в этом качестве в рекламе коммерческого бренда. Сезон начинается с первой победы ArtTech на трассе Мячково. «ИСТОК АртЛайн» выигрывает титул вице-чемпиона страны в командном зачёте, «Ситроникс» получает бронзу. Самарин и Шайтар завоёвывают по итогам сезона 1 и 3 места.
2007 год становится самым результативным в истории российских выступлений «АртЛайна». Команда в составе Самарина и Шайтара со середины сезона переходит на шасси ArtTech F1607 и выигрывает «золото» в командном, 1 и 2 места — в личном зачёте российского первенства. На гонке в Финляндии Шайтар на ArtTech показывает лучший результат среди 26 соперников из обеих стран.
Сезон 2008 года — последний, проведённый командой в России. Его главным событием стал впервые проведённый в стране Кубок Северной Европы, на старт которого вышло 16 болидов из России и Финляндии. Шайтар на ArtTech показал второй результат, уступив россиянину Владимиру Семенову. Кроме того, команда в составе Самарина и Шайтара выступила и победила в российской серии Formula 3 Light, часть этапов которой состоялась в Финляндии.

### 2009—2014

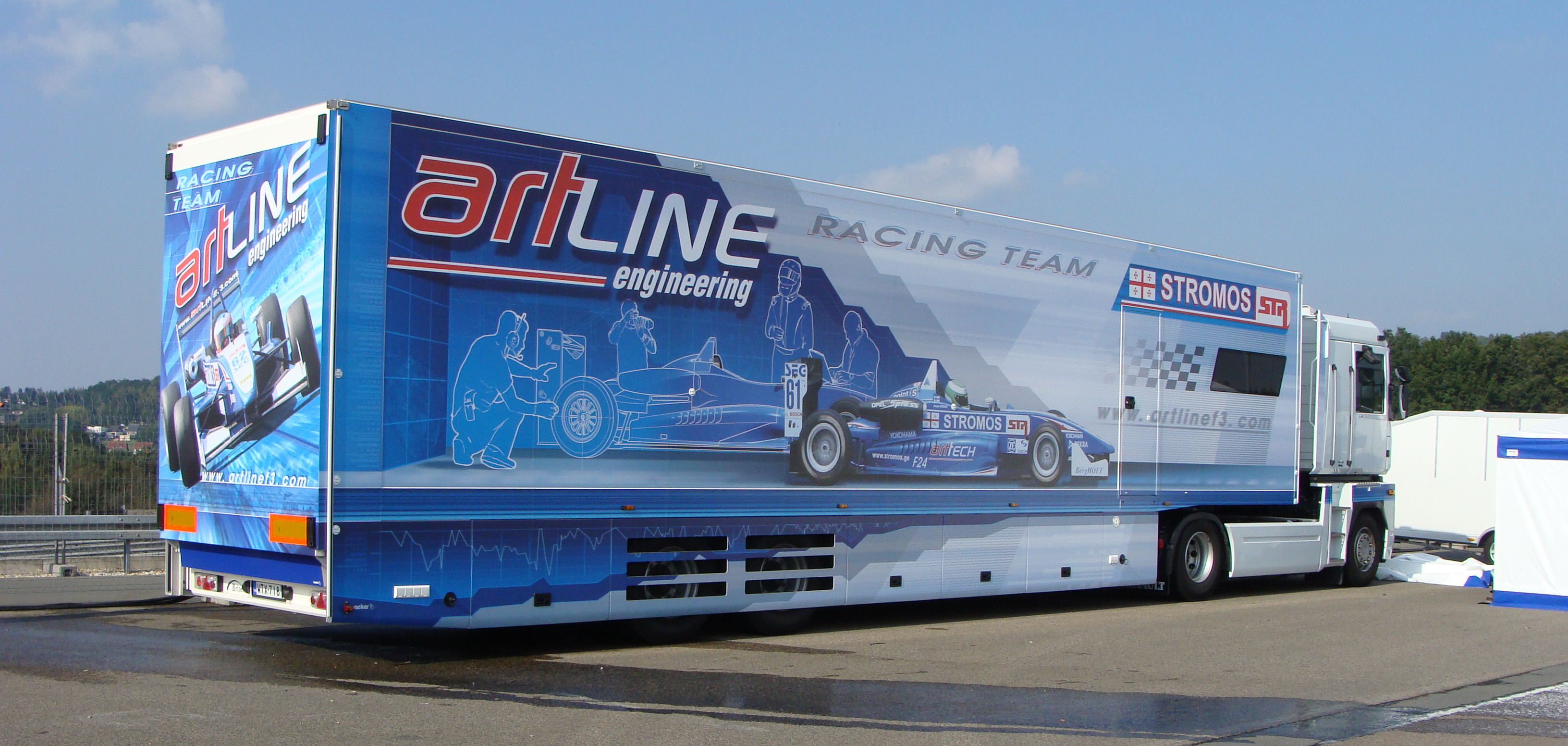
Моторхоум команды, построенный в 2009 году в Германии

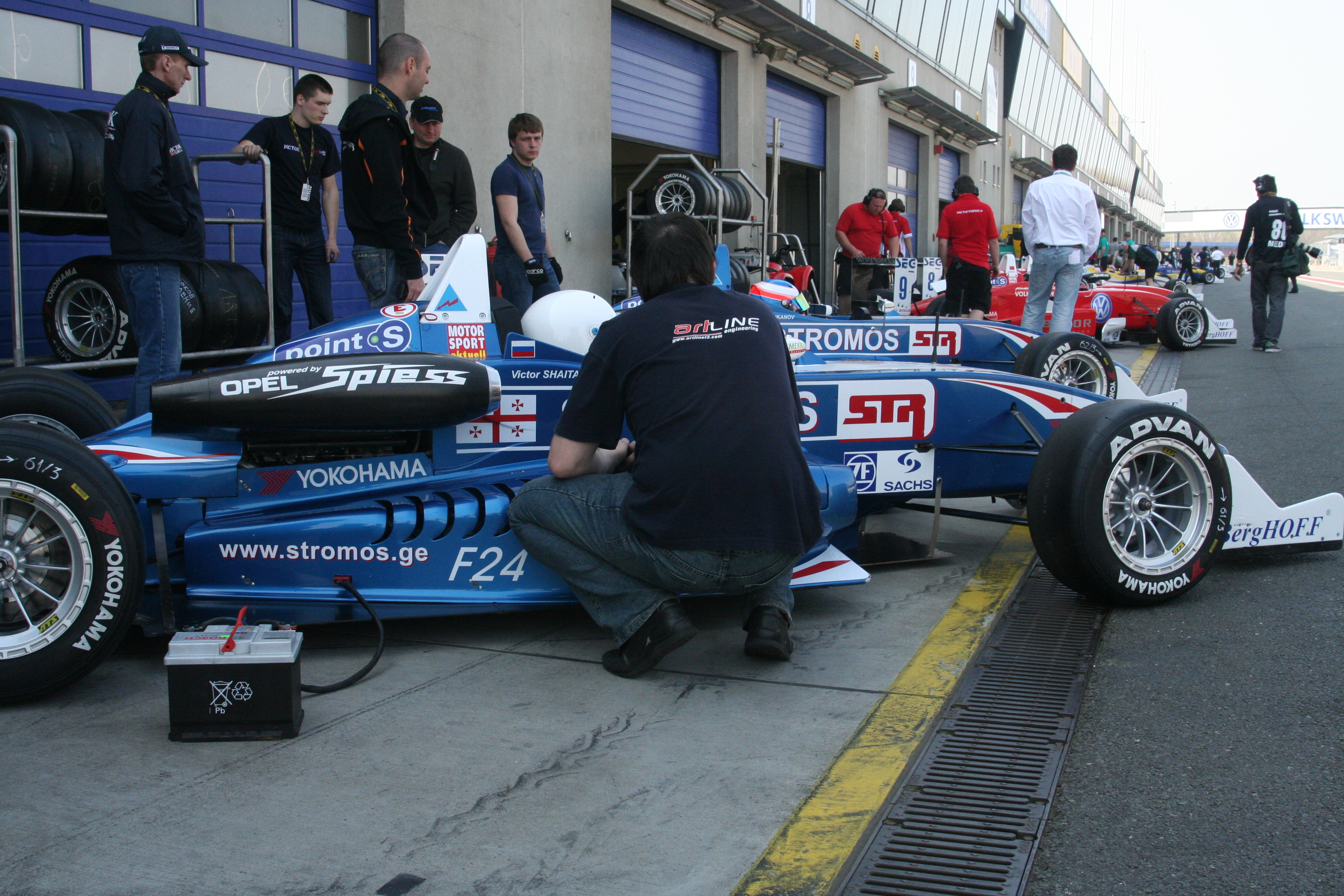
Болиды АртЛайна на трассе Ошерслебен, 2009 г.

С 2009 года «АртЛайн» переходит в немецкую серию Deutsche Formel-3-ATS-Cup — наследницу (с 2003 года) Чемпионата Германии в классе Формула-3, одного из самых престижных формульных первенств Европы. Поскольку модель ArtTech, выбранная командой для немецкого кубка, разработана и построена в 2004 году, команда, в соответствии с регламентом соревнований, попадает в зачёт Trophy, где участвуют болиды, выпущенные до 2007 года. Однако, уже с середины сезона первый номер команды, украинец Сергей Чуканов, борется в составе первой десятки абсолютного зачёта. Команду усиливает лидер финского чемпионата Йессе Крон, и на 11 этапе в голландском Ассене болиды ArtTech показывают 2 и 3 абсолютные результаты в квалификации. За 5 (Чуканов) и 7 (Крон) места на финише команда получает первые очки в абсолютном зачёте. В зачёте Trophy С.Чуканов является безусловным лидером в течение всего сезона, и побеждает с отрывом в 43 очка от ближайшего конкурента — чемпиона Финляндии Мики Вахамяки.

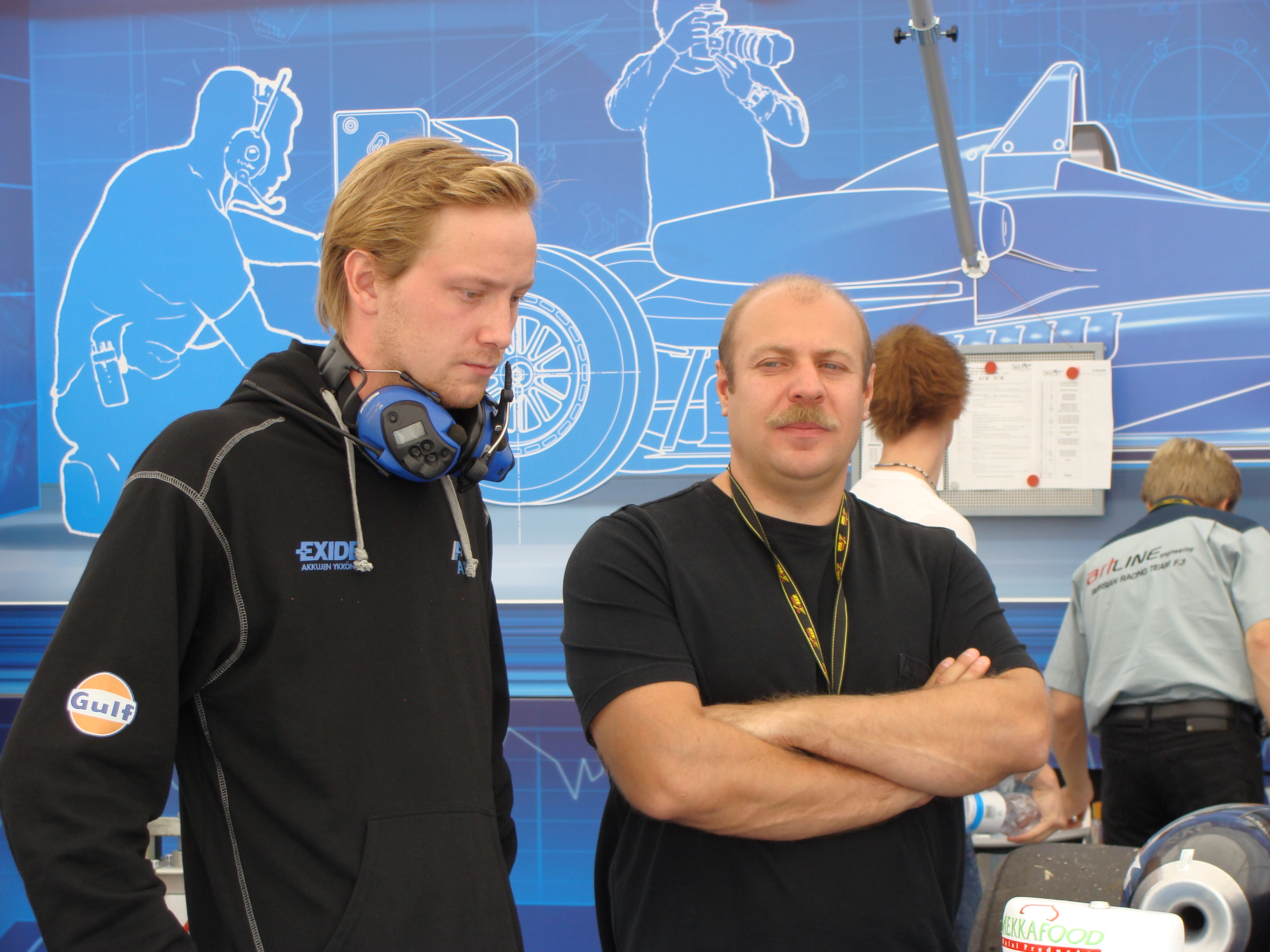
Менеджер команды Яри Раск и её владелец Шота Абхазава

В 2010 году «АртЛайн» продолжает доминировать в зачёте Trophy, параллельно ведя работы по модернизации старого шасси и созданию совершенно новой модели. Команда выставляет на старт 3 болида под управлением немца Рикардо Брютчина, финна Алекси Туукканена и россиянина Алексея Карачева. Брютчин дважды финиширует в первой десятке (9 этап — Нюрбургринг, 14 этап — Лаузицринг); в Ошерслебене за команду выступает чемпион Мировой серии Renault Михаил Алешин и занимает 11 место. В Trophy «АртЛайн» завершает сезон с «серебром» и «золотом».
В 2011 году команда вновь ставит приоритетом новую разработку в московском конструкторском бюро и пропускает ряд этапов чемпионата Германии. Михаил Алёшин и эстонец Антти Рамо не поднимаются выше 9 места; в отдельных гонках участвуют французский пилот Том Диллманн и москвич Иван Самарин. Команда занята апробацией технических решений, которые должны быть применены на новом шасси; итоговый результат в зачёте Trophy — с 3 по 6 место.
В 2013 году АртЛайн провёл успешные тесты прототипа для юниорской серии «Формула Восток». Представил три новых автомобиля:
- ArtTech F24-Z5 Формула 3, в конструкции которого, в том числе, тестируются решения для следующего поколения формул;
- GT Прототип MARTT, прошедший тесты на трассах России и Грузии, где соперников для него не нашлось – мощность автомобиля 350 л.с. Работа над образцом продолжается, машина планируется для участия в гонках, подходящих по техническим требованиям.

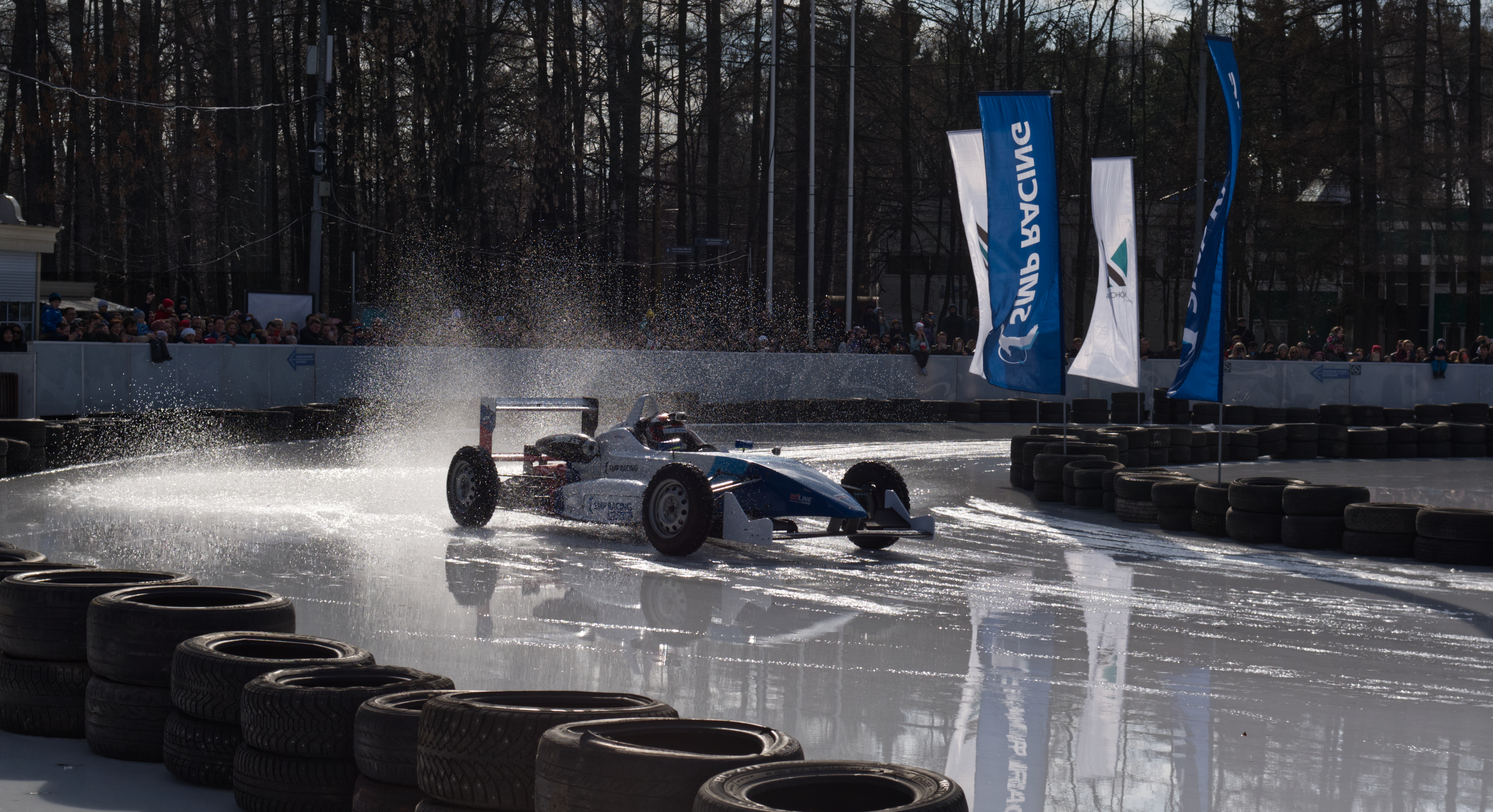
Болид ArtTech F24 во время показательного заезда на ледяной трассе в парке Сокольники (Москва).

- ArtTech FP02 «Восток» с двигателем 1300 см³, предназначенный для формирования отечественной юниорской серии.
Силами специалистов Арт-Лайн также реконструированы и открыты автодромы АДМ в Подмосковье и Rustavi International Motorpark в Грузии.

### 2015
Состоялся перенос московской базы Команды, впервые за 15 лет, на территорию технополиса «Москва».
Новый автомобиль Формула 3 ArtTech P315 и возвращение в гонки.

## Выступления по сезонам
| Сезон | Наименование          | Шасси                                     | Двигатель         | Пилоты                                                             | Серия                                                          | Место в зачете команд |
| ----- | --------------------- | ----------------------------------------- | ----------------- | ------------------------------------------------------------------ | -------------------------------------------------------------- | --------------------- |
| 1999  | Пилот Ф3 Инжиниринг   | Dallara F399, Dallara F393                | FIAT              | Фабио Бабини, Александр Антонов                                    | Чемпионат России в классе Формула-3                            | 2                     |
| 2000  | АртЛайн Инжиниринг    | Dallara F399 Dallara F393                 | FIAT              | Маурицио Медиани, Александр Антонов, Давид Рамишвили               | Чемпионат России в классе Формула-3                            | 3                     |
| 2001  | АртЛайн Инжиниринг    | Dallara F399                              | FIAT              | Маурицио Медиани, Энрико Токачелло                                 | Чемпионат России в классе Формула-3                            | 2                     |
| 2002  | АртЛайн Инжиниринг    | Dallara F399                              | FIAT              | Маурицио Медиани, Александр Нестеров                               | Чемпионат России в классе Формула-3 (4 этапа из 6)             |                       |
| 2003  | АртЛайн Инжиниринг    | Dallara F393                              | ВАЗ               | Александр Тюрюмин, Николай Больших-мл., Алексей Дядя               | Чемпионат России в классе Формула-1600                         | 1                     |
| 2004  | АртЛайн Инжиниринг    | Dallara F399, Dallara F393                | ВАЗ               | Олег Казаков, Виктор Антонов                                       | Чемпионат России в классе Формула Лада                         | 2                     |
| 2004  | ЮНИТ-АртЛайн          | Dallara F393, Dallara F399                | ВАЗ               | Виктор Шайтар, Дэвид Маркозов                                      | Чемпионат России в классе Формула Лада                         |                       |
| 2005  | АртЛайн ПроТим        | Dallara F399                              | ВАЗ               | Виталий Петров, Виктор Антонов, Владимир Лабазов                   | Чемпионат России в классе Формула-1600                         | 2                     |
| 2005  | АртЛайн Инжиниринг    | ArtTech-F1605                             | ВАЗ               | Виктор Шайтар, Даниил Мове                                         | Чемпионат России в классе Формула-1600                         |                       |
| 2006  | Исток АртЛайн Рейсинг | Dallara F399                              | ВАЗ               | Иван Самарин, Артем Бархиян, Александр Тюрюмин                     | Чемпионат России в классе Формула-1600                         | 2                     |
| 2006  | Ситроникс Рейсинг     | ArtTech-F1605M                            | ВАЗ               | Михаил Козловский, Виктор Шайтар                                   | Чемпионат России в классе Формула-1600                         | 3                     |
| 2007  | Исток АртЛайн Рейсинг | Dallara F399, ArtTech-F1607               | ВАЗ               | Виктор Шайтар, Иван Самарин                                        | Чемпионат России в классе Формула-1600                         | 1                     |
| 2008  | ArtLine Racing        | Dallara F308, ArtTech-F1607               | Opel Spiess, FIAT | Виктор Шайтар, Иван Самарин                                        | Чемпионат Formula 3 Light                                      | 1                     |
| 2008  | ArtLine Racing        | Dallara F308, ArtTech-F1607               | Opel Spiess, FIAT | Виктор Шайтар, Иван Самарин                                        | North Europe Zone Formula 3 Cup                                |                       |
| 2008  | ArtLine Racing        | Dallara F308, ArtTech-F1607               | Opel Spiess, FIAT | Виктор Шайтар, Иван Самарин                                        | Formula 3 Championship of Finland                              |                       |
| 2009  | Stromos ArtLine       | ArtTech F24                               | OPC Challenge     | Виктор Шайтар, Сергей Чуканов, Ессе Кронн, Доминик Шармль          | Deutsche Formel-3-ATS-Cup, класс Trophy (только зачет пилотов) | 1                     |
| 2010  | Stromos ArtLine       | ArtTech F24, ArtTech F24-06, Dallara F307 | OPC Challenge     | Риккардо Брутшин, Алексей Карачев, Алекси Тукканен, Даниэль Ахо    | Deutsche Formel-3-ATS-Cup, класс Trophy (только зачет пилотов) | 1,2                   |
| 2011  | Stromos ArtLine       | ArtTech F24M, Dallara F307                | Opel, Mercedes    | Антти Рамо, Михаил Алешин, Даниэль Ахо, Иван Самарин, Том Дильманн | Deutsche Formel-3-ATS-Cup, класс Trophy (только зачет пилотов) | 3,4,5,6               |